# 约翰所见的人子异象

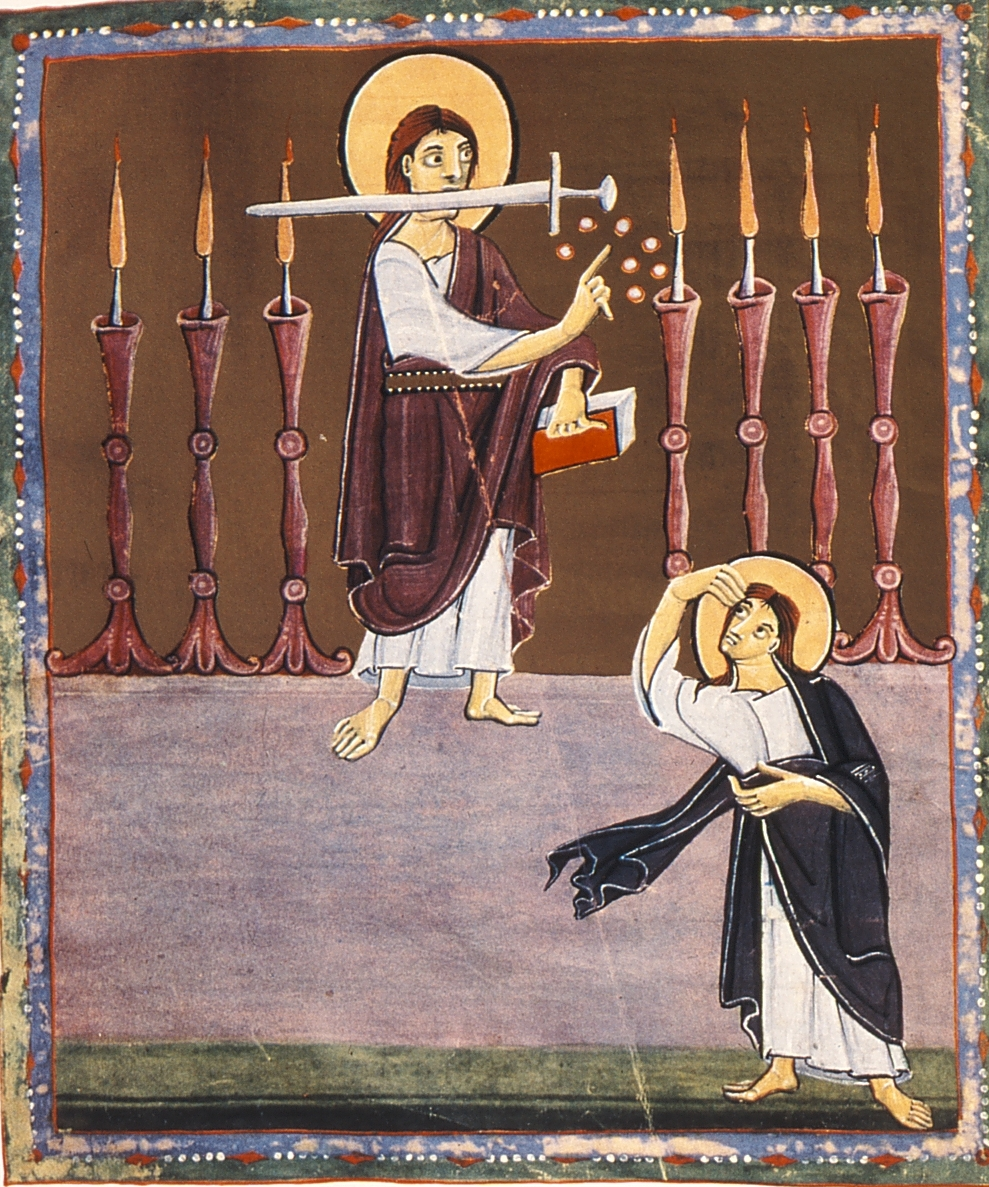
站在七个灯台中间的人子，选自《班堡启示录》。

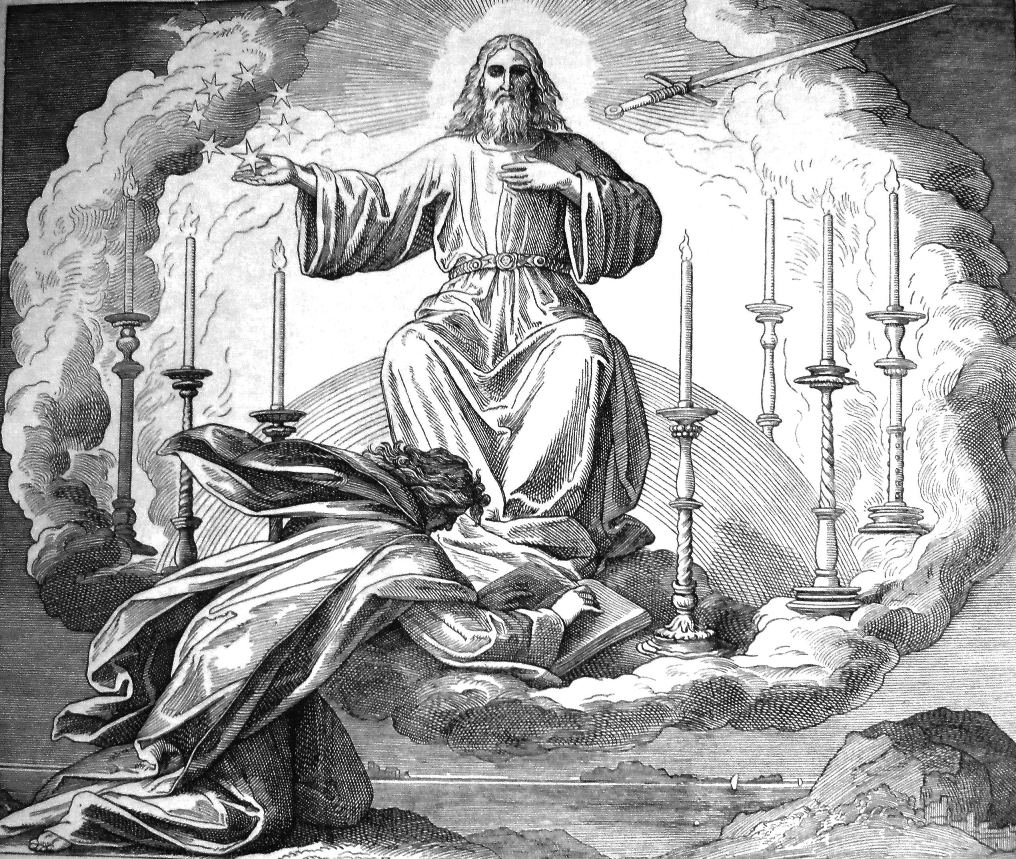
拔摩岛上约翰的异象，古斯塔夫·多雷作。

约翰所见的人子异象被记录在圣经启示录1:9-20。约翰看见复活、升天和得了荣耀的耶稣基督的异象，他将之描述为一位“好像人子”的（12节）。这个异象里的耶稣身穿长衣、胸间束着金带，头与髮皆白、眼目如同火焰、脚好像铜、声音如同众水的声音。祂右手拿着七星，从他口中出来一把两刃的利剑。

## 背景
可能在罗马皇帝图密善统治期间，启示录的作者约翰被放逐到拔摩岛。他说在主日这天，自己“被圣灵感动”，听见身后有大声音“如吹号”（1:10）。当他转过身来，看见这个人子的形象。 在1:18，约翰看到的形象自称是“首先的”和“末后的”，是那“曾死过，现在又活了，直活到永永远远”的──所指的是耶稣的复活。

## 与启示录其余部分的联系
启示录第1章所使用的某些语言也被用在第19章里描写骑白马者。两处他都有利剑从口中出来（1:16和19:15），又有“眼睛如火焰”（1:14和19:12）。
这段当中的人子被描绘为在七个金灯台中间行走（2:1），七个灯台分别代表七个教会（1:20）。第2章和第3章记录了约翰受人子的启示，写给这七个教会的信。在1:11，他说，“你所看见的当写在书上，达与⋯⋯那七个教会”，而在所有的信里，他的身份都按异象中所述的来指明，例如“那有两刃利劍的”（2:12）。

## 解释与说明
威廉·亨德里克森提出，整个异象是“圣者基督的象征，祂来为要洁净祂的教会”，以及“惩罚那些逼迫祂的选民的人”。
| 特征                   | 可能的含义 |
| ---------------------- | --- |
| 长衣和金带             | “使人联想到大祭司的正式装束”                                                                                          |
| 头与髮皆白             | 像是但以理书第7章里的亘古常在者 “智慧与年岁的尊严”                                                                    |
| 眼目如同火焰           | 它们“会尽察每一颗心，穿透每一个隐藏的角落”                                                                            |
| 脚好像铜               | 力量与稳固践踏一切仇敌                                                                                                |
| 声音如同众水的声音     | “宏大瀑布激发敬畏的力量”                                                                                              |
| 右手拿着七星           | 昴宿星团 至高的政治权威 “右手可被解释为力量与保护的来源” 占星术意象：“众星可能被认为决定了人的命运，但耶稣掌管着众星” |
| 口中出来一把两刃的利剑 | “祂的话既能施行拯救，又能施行毁灭”                                                                                    |
| 面貌如同烈日           | 正如在耶稣显圣容时 |

## 七星的含义

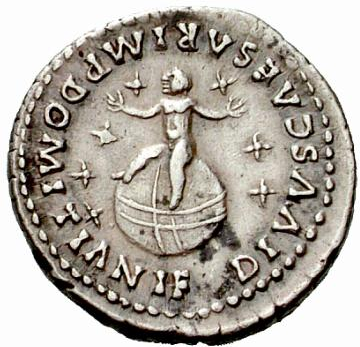
图密善统治时的钱币迪纳厄斯，背面铸有他的儿子和七颗星。

这个异象提到右手拿着七星的耶稣形象。这个主题也同样出现在罗马皇帝图密善的硬币上。公元77至81年间，图密善年幼的儿子夭折。之后他被神化，他的形象被铸造在图密善的钱币上，旁边还有七颗星。欧内斯特·詹森主张，这个婴儿所站的球体代表着主宰世界与权力，而七星则暗示他的神性；他被描画为“（一位）神的儿子”和“世界的征服者”。 奥斯汀·法勒则认为这七星是七个古典行星，并把这个异象看作代表着基督对时间的统治权。
虽然图密善的儿子不能被算为“拿着”七星，一些学者却在钱币学与圣经证据之间找到相似之处。弗雷德里克·墨菲注意到，“启示录中耶稣手持七星的形象可能影射了那个钱币，并含蓄地做出批评。拥有宇宙重要性的不是罗马皇帝之家，而是耶稣。”
约翰在启示录1:20中告诉我们，七星是七个教会的使者。在注释这节经文时，司可福表示：对“使者”的正常解释，可以是这七个教会派来的人，要查看这位上年纪使徒的情况⋯⋯但他们代表任何给教会带去上帝消息的人。在新约当中，表示“使者”（aggelos）的希腊词不只用于天使，也用来指人类的使者，比如施洗约翰（马太福音11:10、马可福音1:2、路加福音7:27）。梅里尔·昂格也认为七星指的是人类的使者。

## 参看
- Chronology of Revelation
- Resurrection appearances of Jesus